# Aleksandr Anjukov
Aleksandr Gennadjevitj Anjukov (ryska: Александр Геннадьевич Анюков) född 28 september 1982, är en professionell rysk fotbollstränare och tidigare spelare. Han representerade Rysslands landslag under sin karriär.

## Klubbkarriär
Aleksandr Anjukov började i en fotbollsskola i Samara när han var sex år gammal. 2000 började han spela för den ryska klubben Krylja Sovetovs ungdomslag i andra divisionen. Anjukov debuterade i Ryska Premier League den 14 oktober 2000 i en match mot Zenit St. Petersburg. Han spelade i Krylja Sovetov fram till mitten av 2005. I juli 2005 köptes Anjukov av den ryska storklubben Zenit St. Petersburg.
Den 13 juli 2019 lånades Anjukov ut till Krylja Sovetov Samara på ett låneavtal över säsongen 2019/2020.

## Landslagskarriär
Anjukov debuterade för Rysslands landslag 2004. Han var med och spelade för Rysslands landslag i EM 2004, EM 2008 och EM 2012.